# Alexander Elsner
Alexander Georg Elsner (* 22. Juli 1881 in Mitteloderwitz; † 19. März 1945 in Jena) war ein deutscher Bauingenieur und Kommunalpolitiker.

## Leben und Werk
Er war der Sohn des Rittergutsbesitzers Theodor Elsner aus dem sächsischen Mitteloderwitz. Nach dem Schulbesuch studierte er an den Technischen Hochschulen Stuttgart und Dresden. Im Anschluss wurde Alexander Elsner Regierungsbauführer bei den Königlich Sächsische Staatseisenbahnen. Später wechselte er an die Reichswerft Wilhelmshaven. Nach Dresden zurückgekehrt, wurde er Regierungsbaumeister bei der Generaldirektion der Staatsbahn. In dieser Zeit promovierte er zum Dr.-Ing.
1913 wurde er Stadtrat in Jena und wurde dort 1922 als Nachfolger von Theodor Fuchs zum Oberbürgermeister gewählt. Nach der Machtergreifung der Nationalsozialisten wurde er 1933 aus dem Amt gedrängt und ein Dienststrafverfahren gegen ihn wegen mangelhafter Führung der Verwaltungsgeschäfte, Amtsunterschlagungen und Betrug eingeleitet, das sich bis 1939 hinzog.